# Кузнєцово (Кузнєцовська сільрада)
Кузнєцово (рос. Кузнецово) — присілок в Чкаловському міському окрузі Нижньогородської області Російської Федерації.
Населення становить 1123 особи. Входить до складу муніципального утворення Міський округ місто Чкаловськ.

## Історія
Раніше населений пункт належав до ліквідованого 2015 року Чкаловського району. До 2015 року входило до складу муніципального утворення Кузнєцовська сільрада.

## Населення
| 2002 | 2010  |
| ---- | ----- |
| 1239 | ↘1123 |